# Abdelmajid Bourebbou
Abdelmajid Bourebbou (16 de março de 1951) é um ex-futebolista argelino. Ele competiu na Copa do Mundo FIFA de 1982, sediada na Espanha, na qual a seleção de seu país terminou na 13º colocação dentre os 24 participantes.